# EP †
EP † — мини-альбом американской альтернативной группы Crosses, вышедший в 2011 году.

## Об альбоме
Релиз вышел 2 августа 2011 года в формате бесплатного и платного скачивания. Платное скачивание позволяло фанатам самим выбрать формат скачивания. В середине декабря 2011 года вышло ограниченное издание EP †, включающее десятидюймовую пластинку, мужскую или женскую футболку, USB-носитель на 2 гигабайта с материалом для создания ремиксов и логотип группы. Ограниченное издание вышло тиражом в 500 экземпляров.

## Стиль, отзывы критиков
Дэн Слессор из Alternative Press поставил диску четыре балла из пяти. По мнению журналиста, EP интересен и может рассматриваться как серьёзная заявка группы на успех. В композициях сочетаются мрачные, низко звучащие инструментальные партии, написанные в духе этериал-вейва проигрыши клавишных и резкие, напряжённые гитарные риффы.

## Список композиций
1. †his Is A †rick
2. Op†ion
3. Bermuda Locke†
4. †hholyghs†

## Участники записи
- Чино Морено — вокал, клавиши, гитара
- Шон Лопез — гитара, клавиши
- Чак Дум — бас

Приглашённые музыканты
- Крис Робин — барабаны
- Дафф Маккаган — дополнительный бас на †his Is A †rick

Производство
- Шон Лопез — продюсирование, инжиниринг, микширование
- Эрик Стенман — инжиниринг по микшированию
- Брендэн Декора — ассистент по инжинирингу записи барабанов
- Эрик Вройхилл — мастеринг
- Бруки Нипар — фотограф